# Aşağıçalıca, Hendek
Aşağıçalıca là một xã thuộc quận Hendek, tỉnh Sakarya, Thổ Nhĩ Kỳ. Dân số thời điểm năm 2008 là 448 người.